# 마르케스 데 라 발다비아역
마르케스 데 라 발다비아 역(스페인어: Marqués de la Valdavia)은 마드리드 지하철 10호선의 역이다. 마드리드 지방 알코벤다스의 카탈루냐 공원 지하에 위치해 있다. 요금구역상으로는 B1구역에 속한다.

## 역사
2007년 4월 26일 10호선 북부 연장구간인 메트로노르테 (MetroNorte)의 개통과 함께 문을 열었다.
원래 계획에서는 역명을 주변에 위치한 공원 이름을 따서 '파르케 카탈루냐'로 부를 예정이었으나 나중에 지금의 이름으로 확정되었다. 이 과정에서 지역 주민들의 반발을 부르기도 했다.

## 환승 정보
역 주변에 버스 정류장이 네 곳 있다.
버스
- 알코벤다스 시내버스
  - 2, 5, 10, 11번 버스 (주간)
- 시외버스
  - 151, 153, 157, 158, 827, 828번 버스 (주간)
  - N101번 버스 (야간)

지하철
| 마드리드 지하철                       | 마드리드 지하철        | 마드리드 지하철              |
| ------------------------------------- | ---------------------- | ---------------------------- |
| 마누엘 데 파야 오스피탈 인판타 소피아 | 마드리드 지하철 10호선 | 라 모랄레하 푸에르타 델 수르 |